# Srijemska biskupija
Srijemska biskupija je biskupija u Srbiji. Obuhvaća dio Vojvodine i dio Beograda.

## Zemljopisni smještaj
Biskupija obuhvaća područje čitavoga istočnog Srijema s gradom Petrovaradinom (Novi Sad priprada Subotičkoj biskupiji) u današnjoj Vojvodini, ali i župe koje se danas nalaze izvan granica te pokrajine u Srbiji (Zemun i Novi Beograd).

## Povijest
Bulom pape Klementa XIV. "Universi orbis Ecclesiis" od 9. srpnja 1773., spojene su Bosanska i Srijemska biskupija, i otad je nosila ime Srijemska biskupija", nastala je proširena Srijemska biskupija.
18. studenog 1963. promijenjeno joj je ime u "Đakovačka ili Bosanska i Srijemska biskupija", često skraćeno nazivana "Đakovačka i Srijemska" ili "Đakovačko-srijemskom" biskupijom.
18. lipnja 2008. odlukom pape Benedikta XVI. ponovno je uspostavljena Srijemska biskupija. Za prvog je biskupa ponovno osamostaljene biskupije papa postavio mons. Đuru Gašparovića, koji je do tada bio pomoćnim biskupom Đakovačko-srijemske biskupije. Prema papinoj odluci, Srijemska biskupija pripada Đakovačko-osječkoj metropoliji, ali srijemski biskup nije član Hrvatske biskupske konferencije, već Međunarodne biskupske konferencije sv. Ćirila i Metoda sa sjedištem u Beogradu.Sama biskupija podjeljena je na tri dekanata Srijemsko mitrovački, Petrovaradinski i Zemunski.
Dana 7. listopada 2021., na spomendan BDM od Krunice istodobno u 12, 00 sati u Vatikanu, Zagrebu (sjedištu Hrvatske biskupske konferencije), nadbiskupskom ordinarijatu u Đakovu i sjedištu Srijemske biskupije u Srijemskoj Mitrovici objavljena vijest kojom je papa Franjo imenovao dosadašnjeg ravnatelja Hrvatskog Caritasa i Hrvatske katoličke mreže mons. Fabijana Svalinu biskupom koadjutorom Srijemske biskupije s posebnim ovlastima.

## Popis župa Srijemske biskupije
Srijemsko mitrovački dekanat
- Katedralna župa sv. Dimitrija, đakona i mučenika, Srijemska Mitrovica
- Župa sv. Katarine, Sot
- Župa Presvetog srca Isusova, Šid
- Župa Uzvišenja svetog Križa, Ruma
- Župa sv. Ivana Nepomuka, Putinci
- Župa sv. Antuna Padovanskog, Nikinci
- Župa sv. Roka, Morović
- Župa sv. Ane, Laćarak
- Župa Presvetog Trojstva, Kukujevci
- Župa Svi Svetih, Irig
- Župa sv. Klementa, Hrtkovci
- Župa sv. Ivana Nepomuka,Gibarac
- Župa Čalma - nominalna
- Župa sv.Mihaela, Erdevik

Petrovaradinski dekanat
- Župa sv. Barbare, Beočin
- Župa sv. Josipa, Čerević
- Župa sv. Rudolfa, Banoštor - nominalna
- Župa sv. Jurja, Pertovaradin I.
- Župa Uzvišenja svetog Križa, Petrovaradin II.
- Župa sv. Roka, Petrovaradin III.
- Župa Našašća svetog Križa, Srijemska Kamenica
- Župa Presvetog Trojstva, Srijemski Karlovci
- Biskupijsko svetište Majke Božje snježne - Tekije
- Kapela mira - Srijemski Karlovci

Zemunski dekanat
- Župa sv. Terezije od Djeteta Isusa, Beška
- Župa sv. Jurja, Golubinci
- Župa sv. Petra, Inđija
- Župa sv. Ane, Maradik
- Župa Rođenja BDM, Novi Banovci
- Župa sv. Ivana Kapistrana, Novi Beograd
- Župa sv. Mihaela, Novi Slankamen
- Župa presvetog Trojstva, Surčin
- Župa Uznesenja BDM, Zemun

## Poznati svećenici
Poznati svećenici koji su djelovali u ovoj biskupiji, bilo po svom svećenićkom radu, bilo po inim područjima ljudskog djelovanja (znanost, prosvjeta, politika).
- Đuro Gašparović, biskup srijemski u miru
- Petar Bakić, biskup
- Josip Juraj Strossmayer, biskup
- Miroljub Ante Evetović, narodni preporoditelj bačkih Hrvata
- Josip Gunčević, profesor teologije, ubijen 1945.
- Emerik Gašić, povjesničar
- Jeronim Andrić, pisac prve knjige pastoralne teologije u Hrvata
- Pero Ivanišić Crnkovački, crkveni glazbenik i skladatelj
- Stjepan Lovrić, crkveni glazbenik i skladatelj
- Ilija Okrugić, pjesnik
- Mitar Dragutinac, pjesnik

## Unutarnje poveznice
- Sirmium
- Srijemska Mitrovica
- Srijem
- Srijemska županija